# Christoph Sander
Christoph Karl Sander (* 1. August 1988 in Wien) ist ein österreichischer Leichtathlet. Der Sohn des ehemaligen Mittelstreckenläufers Karl Sander feierte seine bisher größten Erfolge im 3000-Meter-Hindernislauf und im Crosslauf.

## Werdegang
Christoph Sander startet seit seiner Kindheit für den Wiener Verein DSG Wien.
Bei den Crosslauf-Europameisterschaften 2010 in Albufeira kam er im U23-Rennen auf den 92. Platz. 2011 wurde er Österreichischer Vizemeister über 3000 m Hindernis und wurde bei den Crosslauf-EM in Velenje mit Platz 69 bester Österreicher.
2012 kam er bei den Studenten-Weltmeisterschaften im Crosslauf auf den 63. Rang. Wenige Wochen später konnte er sich im Mai den Staatsmeistertitel in der 4-mal-400-Meter-Staffel sichern und trat somit in die Fußstapfen seines Vaters, der zu seiner aktiven Zeit zweimal den Einzel-Staatsmeistertitel über 800 m erringen konnte. Im Juni wurde er erneut nationaler Vizemeister über 3000 m Hindernis. Im Dezember des Jahres belegte er bei den Crosslauf-EM in Szentendre Rang 77.
2013 wurde er mit seiner persönlichen Bestzeit von 8:53,21 min Österreichischer Meister über 3000 m Hindernis und lief bei den Crosslauf-EM in Belgrad auf dem 75. Platz ein.
2015 wurde er Vizestaatsmeister auf den 5000 m und im Mai im Wiener Leichtathletik-Zentrum auch Staatsmeister über 10.000 m auf der Bahn (25 Stadionrunden).

### Privates
Christoph Sander schloss an der Universität Wien die Studien Sportwissenschaften und Lehramt (Bewegung und Sport und Geschichte, Sozialkunde und politische Bildung) mit dem Magistertitel ab. Seit 2013 ist er Mitarbeiter der deutschen Agentur Scholarbook und verhilft jungen Sportlern in Österreich beim Erlangen eines Sportstipendiums in den USA. Seit 2023 ist er im Marketing-Team beim Schweizer Unternehmen On tätig.